# Daniel Nilsson (fotograf)
För fotbollsspelaren, se Daniel Nilsson (fotbollsspelare)
Daniel Nilsson, född 1978, är en svensk fotograf.
Daniel Nilsson är uppvuxen i Malmö och arbetar med berättande bildjournalistik. 2022 mottog Nilsson Lars Tunbjörk-priset med motiveringen  ”För en dokumentärfotografisk gärning som genomsyras av humor och skärpa”. Nilsson tilldelades priset för fotoboken ”Hemmakontor” som visade hur arbetslivet förändrades under covid-19-pandemin. Nilsson är sedan 2015 bildredaktör och fotograf på fotbollsmagasinet Offside. 
Han har flera utmärkelse i tävlingen Årets bild, bland annat Årets berättelse 2024 om amish-folket i USA, Årets vardagslivsreportage Sverige 2021, samt Årets sportreportage 2019 och 2005. Han har även vunnit första pris i den internationella fototävlingen Pictures of the year international för ett reportage om en idrottsskola i Peking.
Nilsson har bl.a. haft utställningar på Arbetets museum 2023, Borås konstmuseum 2022, Galleri Lux Östersund 2023.

## Meriter
- 1:a pris 2005 i klassen Årets sportreportage i tävlingen Årets Bild med ett reportage om manliga konstsimmare.
- 1:a pris 2006 i klassen Sportreportage i den internationella tävlingen Pictures of the Year i USA.
- 2.a pris 2007 i Årets Bild Sport Feature.
- 1.a pris 2010 i Årets Bild Sport Action.
- 2025 Årets bild i klassen Årets berättelse[1]